# Belovo
Belovo - Белово (rus) - és una ciutat de l'óblast de Kémerovo, a Rússia, al costat del riu Batxat. És a 170 quilòmetres al sud de Kémerovo. La vila és coneguda des de 1726 i el 1938 va obtenir l'estatus de ciutat.
A Belovo s'hi troba un dels centres industrials de la conca minera de Kuznetsk, amb una planta de zinc, una estació termal i una mina de carbó. També és un important centre ferroviari de Sibèria.